# Melusine Mayance
Mélusine Mayance (Paris, 21 de Março de 1999) é uma atriz francesa.
Mélusine Mayance é conhecida principalmente pelo filme A Chave de Sarah (2010), onde ela é uma das protagonistas, fazendo o papel de Sarah Starzynski. Também é conhecida pelo filme Ricky, em que ela faz o papel de Lisa. Além desses filmes, ela faz diversos programas de TV franceses.

## Filmografia
- 2009 : Ricky, de François Ozon : Lisa
- 2010 : A Chave de Sarah, de Gilles Paquet-Brenner : Sarah Starzynski
- 2010: Um toque de inocência (TV), Olivier Péray: Julie